# Смирновський Михайло Миколайович
Михайло Миколайович Смирновський (7 серпня 1921, Російська Федерація — 9 червня 1989, місто Москва) — радянський діяч, дипломат, надзвичайний і повноважний посол СРСР у Великій Британії і на Мальті. Член Центральної Ревізійної Комісії КПРС у 1966—1976 роках.

## Життєпис
У 1944 році закінчив Московський авіаційний інститут імені Серго Орджонікідзе.
Член ВКП(б) з 1947 року.
У 1948—1949 роках — співробітник центрального апарату Міністерства закордонних справ (МЗС) СРСР.
У 1949—1951 роках — аташе, третій секретар, у 1951—1952 роках — перший секретар представництва СРСР у Далекосхідній комісії в місті Вашингтоні (США).
У 1952—1955 роках — перший секретар посольства СРСР у Сполучених Штатах Америки (США).
У 1955—1957 роках — помічник завідувача відділу, у 1957—1958 роках — заступник завідувача відділу країн Америки Міністерства закордонних справ СРСР.
У 1958—1960 роках — радник посольства СРСР у США. У 1960—1962 роках — радник-посланник посольства СРСР у США.
У 1962—1966 роках — завідувач відділу США Міністерства закордонних справ СРСР, член Колегії МЗС СРСР.
27 січня 1966 — 12 травня 1973 року — надзвичайний і повноважний посол СРСР у Великій Британії.
30 жовтня 1967 — 12 травня 1973 року — надзвичайний і повноважний посол СРСР на Мальті (за сумісництвом).
У 1973—1978 роках — начальник Управління з планування зовнішньополітичних заходів Міністерства закордонних справ СРСР.
З 1978 року — співробітник апарату ЦК КПРС.
Помер 8 червня 1989 року. Похований на Троєкуровському цвинтарі Москви.

## Нагороди і звання
- орден Трудового Червоного Прапора
- ордени
- медалі
- надзвичайний і повноважний посол СРСР